# Naif Hazazi
Naif Ahmad Hazazi (27 de julho de 1989) é um futebolista profissional saudita que atua como atacante.

## Carreira
Naif Hazazi representou a Seleção Saudita de Futebol na Copa da Ásia de 2015.